# Jüdische Gemeinde Wollenberg
Eine jüdische Gemeinde in Wollenberg, einem Ortsteil der Stadt Bad Rappenau im Landkreis Heilbronn im nördlichen Baden-Württemberg, bestand spätestens seit der ersten Hälfte des 17. Jahrhunderts. Die höchste Mitgliederzahl der jüdischen Gemeinde betrug 1830 etwa 150 Personen von insgesamt 410 Einwohnern.

## Geschichte
Der früheste Nachweis über Juden in Wollenberg stammt aus einer kurz nach 1652 entstandenen Dorfordnung, die auch einen Judeneid enthält, so dass man davon ausgeht, dass bereits vor Entstehung oder Abschrift dieser Dorfordnung Juden in Wollenberg lebten. Der Ort war im Dreißigjährigen Krieg nahezu entvölkert worden und wuchs nur langsam wieder an. Als die Ortsherrschaft 1716/17 an die Herren von Gemmingen-Guttenberg kam, gab es acht Juden in Wollenberg. In der Folgezeit wuchs die jüdische Gemeinde und betrug mit 150 Personen im Jahr 1830 mehr als ein Drittel der Einwohnerzahl von Wollenberg. Die Toten fanden ihr Begräbnis zunächst auf dem Jüdischen Friedhof Heinsheim und nach einem Streit wegen hoher Begräbniskosten 1743 auf dem Jüdischen Friedhof Waibstadt. 
Eine erste Synagoge bestand bereits früh in dem 1667 erstmals erwähnten herrschaftlichen Langen Bau, in dem die meisten der Juden auch lebten. Neben einem Schutzgeld waren an die Grundherrschaft Einstandsgeld, Wohnungsmiete, Metzel- und Stichgeld, Miete für die Synagoge, Entgelt für die Benutzung von Waschküche, Backofen, Bad und Stall zu entrichten. 1789 wurde von der Grundherrschaft in der heutigen Deinhardstraße 54/55 ein neues Judenhaus mit 14 Wohnungen und einer Synagoge erbaut. Die Baukosten betrugen rund 4000 fl, von denen die Grundherren etwa 3500 fl leisteten. Die jährlichen Einnahmen aus dem Gebäude betrugen rund 420 fl. 1793/95 entstand in direkter Nachbarschaft der Kirche ein weiteres herrschaftliches Judenhaus mit sechs Wohnungen. Die wohlhabenderen Wollenberger Juden erwarben oder erbauten eigene Häuser am Ort, so dass in den herrschaftlichen Judenhäusern nur arme Familien lebten. 1825 wurde schließlich von der jüdischen Gemeinde eine separate Synagoge mit Lehrerwohnung errichtet, nachdem die Synagoge im großen Judenhaus zu klein geworden war. 1846 entstand eine Mikwe. 
Die Gemeinde in Wollenberg hatte zwar einen eigenen jüdischen Schulmeister, der auch Vorbeter war, wurde jedoch vom Rabbinat in Neckarbischofsheim betreut. Die Einkommensverhältnisse der meisten Wollenberger Juden waren bescheiden. Die meisten von ihnen verdingten sich als Hausierer. Zu den wohlhabenderen Wollenberger Juden im frühen 19. Jahrhundert zählte die Familie Reis, die einen Ellenwarenhandel betrieb.
Wie in den meisten ländlichen Judengemeinden sank die Zahl der Gemeindemitglieder in der zweiten Hälfte des 19. Jahrhunderts durch Auswanderung und Wegzug in die größeren Städte. Von 1830 bis 1900 ging die Gemeindegröße um rund 80 Prozent zurück, von etwa 150 auf etwa 30 Juden. Das große Judenhaus, das die Grundherren bereits 1837 an drei jüdische Bürger verkauft hatten, brannte 1869 nieder und wurde nicht wieder errichtet.

## Nationalsozialistische Verfolgung
Von den 1933 in Wollenberg lebenden Juden wanderte ein Teil aus oder verzog in andere deutsche Gemeinden. Die letzten 11 wurden am 22. Oktober 1940 nach Gurs deportiert. Von ihnen starben zwei in französischen Lagern und zwei in Auschwitz. Eine Jüdin erreichte die USA, sechs Juden sind verschollen. Von drei nach auswärts verzogenen Wollenberger Juden kamen zwei in Theresienstadt und einer in Izbica um. (Angerbauer/Frank, S. 244)
Die Synagoge an der Poststraße wurde 1938 von einem auswärtigen SA-Trupp demoliert, ihre Überreste wurden 1965 abgerissen und mit einem Wirtschaftsgebäude überbaut.
Ein Gedenkstein beim evangelischen Gemeindehaus erinnert an die letzten jüdischen Einwohner Wollenbergs, die 1940 nach Gurs deportiert wurden.
Das Gedenkbuch des Bundesarchivs verzeichnet 12 in Wollenberg geborene jüdische Bürger, die dem Völkermord des nationalsozialistischen Regimes zum Opfer fielen.

## Bürgerliche Namen
Als alle Juden in Baden 1809 erbliche Familiennamen annehmen mussten, nahmen die 24 Familienvorstände der  Juden  in Wollenberg folgende Namen an: Kander (4), Strauß (3), Kuhn (2), Löbmann (2), Reuß bzw. Reis (2), Born (1), Böhm (1), Brüller (1), Grumbacher (1), Hanauer (1), Kern (1), Krumbein (1), Mannheimer (1), Neidensteiner (1), Schuster (1) und Schwarzwälder (1).

## Gemeindeentwicklung
| Jahr    | Gemeindemitglieder |
| ------- | ------------------ |
| 1717/18 | 8 Personen         |
| 1726/27 | 14 Personen        |
| 1752/53 | 15 Familien        |
| 1759/60 | 22 Familien        |
| 1775/76 | 17 Familien        |
| 1796/97 | 18 Familien        |
| 1806    | 95 Personen        |
| 1824    | 116 Familien       |
| 1830    | 150 Personen       |
| 1875    | 97 Personen        |
| 1900    | 32 Personen        |
| 1933    | 21 Personen        |